# Testi kebabı
Testi kebabı (també Desti kebabı) o Çömlek kebabı és un plat de carn de la cuina turca. No és un kebab.
Aquest menjar, tradicionalment pertanyent a la Regió d'Anatòlia Central de Turquia, i especialment a la ciutat i província de Yozgat, es fa normalment amb carn d'ovella, però es pot fer també amb qualsevol carn vermella.
El plat pren el seu nom de càntir (testi/desti) o tenalla (çömlek), en el qual es cuina. La carn es talla en petits trossos, es mescla, però no s'amassa, amb tomàquets tallats en forma de cubs, pebrots verds llargs (sivri biber) també tallats, all, sal i pebre. Després tot això s'omple dins d'un recipient de fang (similar a un càntir o tenalla). A sobre s'agrega mantega. La boca del recipient es cobreix amb massa fet amb farina de blat i aigua, però no es segella del tot. Es deixa un petit orifici per al vapor. Es cuina sobre una foguera de llenya o carbó a l'aire lliure (veure imatges). Per a servir el plat, el recipient de fang es trenca dins d'una safata, sobre la taula, amb molta cura.